# Liesbet De Vocht
Liesbet De Vocht (Turnhout, 5 gennaio 1979) è una dirigente sportiva ed ex ciclista su strada belga.

## Palmarès

### Strada
- 2009 (DSB Bank-Nederland Bloeit, tre vittorie)

1ª tappa Tour de Bretagne Féminin (Buléon > Les Forges)
Classifica generale Tour de Bretagne Féminin
Campionati belgi, Prova a cronometro Elite
- 2010 (Nederland Bloeit, due vittorie)

Campionati belgi, Prova in linea Elite
Dwars door de Westhoek
- 2011 (Topsport Vlaanderen-Ridley 2012, una vittoria)

Campionati belgi, Prova a cronometro Elite
- 2012 (Rabobank Women Cycling Team, tre vittorie)

Knokke-Heist-Bredene
Gooik-Geraardsbergen-Gooik
Campionati belgi, Prova a cronometro Elite
- 2013 (Rabo Women Cycling Team, due vittorie)

Campionati belgi, Prova in linea Elite
Campionati belgi, Prova a cronometro Elite

#### Altri successi
- 2005 (KSV Deerlijk)

Criterium di De Pinte
Criterium di Olen
- 2006 (Lotto Belisol Ladiesteam)

Berry Classic Cher
Criterium di Assebroek
Criterium di Kontich
Campionato Provinciale Antwerpen
1ª tappa, 1ª semitappa Slozen (Wolvertem, cronometro)
1ª tappa, 2ª semitappa Slozen (Wolvertem > Wolvertem)
Classifica generale Slozen
- 2007 (Lotto Belisol Ladiesteam)

Criterium di Kontich
Campionato Provinciale Antwerpen
Criterium di Olen
Criterium di Putte-Kapellen
- 2008 (Vrienden van het Platteland)

Omloop van het Hageland
Criterium di De Klinge
- 2009 (DSB Bank-Nederland Bloeit)

Criterium di Evergem
Criterium di Bornem
Criterium di Nieuwmoer
Campionato Provinciale Antwerpen
Dwars door de Westhoek
- 2010 (Nederland bloeit)

Heuvelland Classic
- 2011 (Topsport Vlaanderen-Ridley 2012)

Campionato Provinciale Antwerpen
- 2012 (Rabobank Women Cycling Team)

Campionato Provinciale Antwerpen
Testtijdrit
- 2013 (Rabobank Women Cycling Team)

Campionato Provinciale Antwerpen
Criterium di Heerlen
- 2014 (Lotto Belisol Ladies)

Campionato Provinciale Antwerpen
Kieldrecht-Prosperpolder
Arendonk

### Ciclocross
- 2007

Serskamp, prova Under-23

## Premi e riconoscimenti
- Trofeo Flandrien (2010, 2012)

## Piazzamenti

### Grandi Giri
- Giro d'Italia

2011: 64ª
2012: 34ª
2014: non partita (9ª tappa)

### Classiche monumento
- Giro delle Fiandre

2005: fuori tempo massimo
2006: 75ª
2007: 82ª
2008: 26ª
2009: 20ª
2010: ritirata
2011: 60ª
2012: 36ª
2013: 19ª
2014: 7ª

### Competizioni mondiali
- Campionati del mondo

Varese 2008 - In linea Elite: 58ª
Mendrisio 2009 - In linea Elite: ritirata
Melbourne 2010 - In linea Elite: 49ª
Copenaghen 2011 - Cronometro Elite: 38ª
Copenaghen 2011 - In linea Elite: 21ª
Valkenburg 2012 - In linea Elite: 18ª
Toscana 2013 - In linea Elite: 39ª
- Giochi olimpici

Londra 2012 - In linea: 9ª
Londra 2012 - Cronometro: 23ª